# Финны в Аргентине
Иммигра́ция фи́ннов в Аргенти́ну началась в начале XX века и не была столь массовой, как из других стран Европы. Большинство иммигрантов из Финляндии поселились в провинции Мисьонес, многие другие осели в Буэнос-Айресе. В настоящее время многие их потомки живут в городе Обера (Мисьонес) и его окрестностях.
Первые мигранты-финны прибыли в Аргентину в 1906 году и основали «Финскую колонию» в провинции Мисьонес. Их число оценивается в 120 человек, родным языком этой группы был шведский. В Финляндии и сегодня два официальных языка: финский и шведский. Подавляющее большинство (75 %) первых финских поселенцев были люди, не состоящие в браке. Одной из причин миграции финнов стало ужесточение внутренней политики Российской империи в Герцогстве Финляндском, которое прежде было «полигоном для либеральных начинаний» Александра II. Еще одним фактором, который привлекал колонистов в Мисьонес, была надежда разбогатеть за 20 лет.

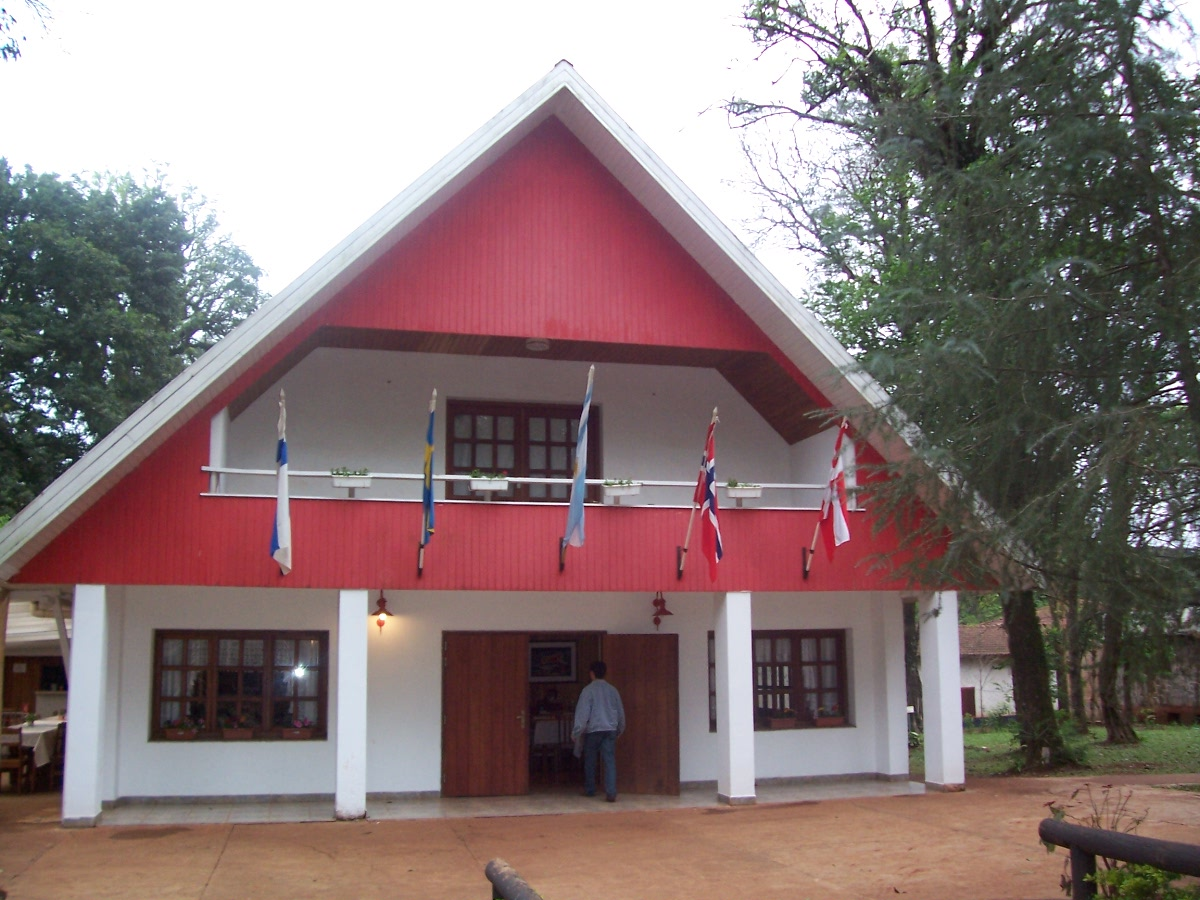
Дом Нордического общества в Обере. В этом обществе встречаются выходцы из Швеции, Дании, Норвегии, Исландии и Финляндии.

Финны были одним из первых иностранных сообществ, поселившихся в местности, где сейчас расположен город Обера.